# Lijst van gemeenten in Bursa
Onderstaande lijst bevat alle gemeenten (2000) in de Turkse provincie Bursa.
| District         | Gemeente         |
| ---------------- | ---------------- |
| Meerdere         | Bursa            |
| Büyükorhan       | Büyükorhan       |
| Büyükorhan       | Kınık            |
| Gemlik           | Gemlik           |
| Gemlik           | Kurşunlu         |
| Gemlik           | Küçükkumla       |
| Gemlik           | Umurbey          |
| Gürsu            | Gürsu            |
| Harmancık        | Harmancık        |
| İnegöl           | Alanyurt         |
| İnegöl           | Cerrah           |
| İnegöl           | İnegöl           |
| İnegöl           | Kurşunlu         |
| İnegöl           | Tahtaköprü       |
| İnegöl           | Yeniceköy        |
| İznik            | Boyalıca         |
| İznik            | Elbeyli          |
| İznik            | İznik            |
| Karacabey        | Karacabey        |
| Keles            | Keles            |
| Kestel           | Barakfakih       |
| Kestel           | Kestel           |
| Mudanya          | Güzelyalı        |
| Mudanya          | Mudanya          |
| Mudanya          | Zeytinbağı       |
| Mustafakemalpaşa | Çeltikçi         |
| Mustafakemalpaşa | Mustafakemalpaşa |
| Mustafakemalpaşa | Ovaazatlı        |
| Mustafakemalpaşa | Tatkavaklı       |
| Mustafakemalpaşa | Tepecik          |
| Mustafakemalpaşa | Yalıntaş         |
| Mustafakemalpaşa | Yeşilova         |
| Nilüfer          | Akçalar          |
| Nilüfer          | Çalı             |
| Nilüfer          | Gölyazı          |
| Nilüfer          | Görükle          |
| Nilüfer          | Hasanağa         |
| Nilüfer          | Kayapa           |
| Nilüfer          | Nilüfer          |
| Orhaneli         | Göynükbelen      |
| Orhaneli         | Karıncalı        |
| Orhaneli         | Orhaneli         |
| Orhangazi        | Çakırlı          |
| Orhangazi        | Narlıca          |
| Orhangazi        | Orhangazi        |
| Orhangazi        | Sölöz            |
| Orhangazi        | Yeniköy          |
| Orhangazi        | Yenisölöz        |
| Osmangazi        | Demirtaş         |
| Osmangazi        | Emek             |
| Osmangazi        | Kirazlı          |
| Osmangazi        | Osmangazi        |
| Osmangazi        | Ovaakça          |
| Yenişehir        | Yenişehir        |
| Yıldırım         | Yıldırım         |